# Filip Dobri
Filip Dobri (znan tudi kot Filip III. Burgundski) , vojvoda Burgundije, * 31. julij 1396, Dijon, Burgundija, † 15. junij 1467, Brugge, Flandrija.

## Vloga v stoletni vojni in širjenje Burgundije
Filip Dobri se je rodil 31. julija 1396 v Dijonu. Njegova starša sta bila vojvoda Burgundije Ivan Neustrašni in Margareta Bavarska. Leta 1419 je po umoru svojega očeta  postal vojvoda Burgundije. Za umor je obtožil francoskega prestolonaslednika Karla, saj je bil njegov oče ubit med njunim srečanjem. Leta 1420 je sklenil zavezništvo z Angleži in sodeloval pri nastanku sporazuma iz Troyesa. Zavezništvo z Angleži je še okrepil, ko je leta 1423 svojo sestro poročil z bratom angleškega kralja. Njegove čete so leta 1430 pri Compiègnu ujele Ivano Orleansko in jo po njegovem ukazu prodale Angležem, ki so ji sodili in sežgali na grmadi.
Kljub temu pa je leta 1435 zamenjal stran in s Francozi podpisal sporazum iz Arrasa. V sporazumu je Filip sprejel Karlovo zanikanje odgovornosti za umor očeta in Karla priznal za kralja Francije. V zameno mu je Karel priznal pridobljena ozemlja in popolno upravno neodvisnost burgundske države (ki pa je formalno še vedno bila v sklopu Francije). Po podpisu sporazuma je neuspešno napadel Calais. Njegovo zavezništvo s Karlom je bilo leta 1439 prekinjeno, zato je Filip naslednje leto podprl neuspešni upor francoskih plemičev proti kralju.
Filip si je vseskozi prizadeval za ozemeljsko širitev Burgundije, ter bil pri tem kar uspešen. Tako je leta 1429 kupil Namur in naslednje leto podedoval  grofiji Brabant in Limburg ter mejno grofijo Antwerpen. Leta 1432 si je po uspešni vojni  priključil Hainault, Holandijo, Frizijo in Zeeland.
S pogodbo v Arrasu mu je Karel VII. priznal grofije Auxerre, Mâcon, utrjeno upravno enoto Bar-sur-Seine i osvojitve na severozahodu: grofiji Boulogne in Ponthieu, južni del grofije Vermandois in mesta ob reki Somi v okolici Amiensa. Priznal mu je popolno upravno neodvisnost od francoske krone in mu s tem na teh ozemljih dal možnost za vodenje samostojne državne politike.
Leta 1443 pa je kupil in zasedel grofijo Luksemburg. S tem dregnil v interese cesarja Sigismunda Luksemburškega. Filipova ozemlja, ki niso bila vsa povezana, so se delno nahajala v Svetem rimskem cesarstvu in so bila fevdi cesarstva, vendar cesar v njih ni imel nobene dejanske oblasti. Pod indirektno kontrolo je imel tudi knežje škofije Cambrai, Tournai in Utrecht, kjer je postavljal škofe.
Ne preseneča torej, da se je leta 1435 Filip začel nazivati z »velikim vojvodo Zahoda«. Leta 1463 je po francoskem vzoru sklical skupščino državnih stanov. Njihov prvi shod je bil namenjen pridobivanju denarnih sredstev in podpore nasledniku sinu Karlu. Tedaj je Filip razmišljal o organizacij križarskega pohoda (do katerega nikdar ni prišlo), ki je bil v tistih časih stvar prestiža.
Denar je zbiral tudi  tako, da je mlademu kralju Ludviku XI. prodal mesta ob Somi in grofijo Ponthieu, ki jih je 1435 dobil od njegovega očeta. To Filipovemu sinu Karlu ni bilo všeč in ko je 1465 dobil zaradi očetove bolezni vladarska pooblastila, se je začel med mladima vladarjema vseživljenjski spor. Filip Dobri je umrl 15. junija 1467 v mestu Brugge. Na prestolu ga je nasledil njegov sin Karel Drzni.

## Podpornik umetnosti in zasebno življenje
Filip Dobri je bil tudi velik podpornik umetnosti. Zaposloval je najboljše obrtnike in umetnike: slikarje (Roger van der Weyden, Jan van Eyck, Hugo van der Goes), kiparje, zlatarje, draguljarje, izdelovalce tapiserij, glasbenike. Tako je naročal mnogo tapiserij (ki jih je imel raje od slik), zlatnine in draguljarskih izdelkov ter ostalih umetniških del. Med njegovo vladavino je burgundska šola skladateljev in pevcev postala glasbeni center Evrope.
V francoščino je dal prevesti (npr. Boccaccia), opolzke zgodbe, ki so si jih dvorjani izmenjavali pri kosilih so bile objavljene v Les Cent Nouvelles Nouvelles (Sto novih kratkih zgodb). Filip je vojvodski zbirki je dodal 600 rokopisov, kar ga postavlja za daleč najpomembnejšega mecena svoje dobe.
Filipov dvor je bil, kot najveličastnejši v Evropi, narekovalec tedanjega okusa in mode, kar je brez dvoma pomagalo burgundski ekonomiji, saj so prestižni izdelki predvsem iz nizozemskih dežel postali iskani po vseh evropskih dvorih. Med njegovo vladavino so na primer najbogatejši angleški in drugi naročniki iluminiranih rokopisov prešli iz angleških in pariških delavnic na nizozemske. Kljub cvetočemu meščanstvu, s katerim je bil dvor v tesnih stikih, pa so dvorjani ohranjali svojo viteško kulturo. Filip ni imel stalne prestolnice, pač pa je skupaj s svojim dvorom potoval med različnimi kraji vojvodine. Največkrat se je ustavljal v Bruslju, Bruggeu in Lillu.
Leta 1422 je Filip zavrnil članstvo v angleškem Redu hlačne podveze in je leta 1430 je v Bruggeu ustanovil svoj lastni viteški Red zlatega runa, ki ga je zasnoval na idealih vitezov okrogle mize in mitskega junaka Jazona. Z ustanovitvijo reda je proslavil svojo poroko s portugalsko princeso Izabelo.

## Družina
Filip je bil sin Ivana Neustrašnega (*1371, †1419) in Margarete Bavarske (*1363, †1423). Poročil se je trikrat:
Prvič se je poročil 1409 z Mihaelo Valois (*1395, †1422), hčerko Karla VI. Francoskega in Izabele Bavarske.
Drugič se je poročil 1424 z Bonne de Artois (*1393, †1425), hčerko Filipa de Artois, de Eu in vdovo po stricu Filipu II de Nevers (najmlajšem sinu Filipa Drznega).
Tretjič se je poročil 1430 z Izabelo Portugalsko (*1397, †1471), hčerko Ivana I. Portugalskega. Z njo je imel 3 sinove:
- Antoine in Josse sta umrl kmalu po rojstvu v letih 1431,32
- Karel Drzni  (*1433, †1477), naslednik.

V mestih, kjer je imel dvor, je Filip vzdrževal po več priležnice istočasno, ki jih ni vključeval v dvorno življenje in ki so mu rodile vsaj 25 nezakonskih otrok. Nekatere je pripeljal na dvor, druge je vključil v cerkev. Med slednjimi sta bila
- David (*1427, †1496), od 1451 škof v Thérouanne in od 1456 tudi v Utrechtu
- Filip (*1464, †1524), od 1517 škof v Utrechtu.